# Саїманга зелена
Саїманга зелена (Anthreptes rectirostris) — вид горобцеподібних птахів родини нектаркових (Nectariniidae). Мешкає в Західній Африці. Anthreptes tephrolaemus раніше вважався конспецифічним із зеленою саїмангою.

## Поширення і екологія
Зелені саїманги мешкають в Сьєрра-Леоне, ГвінеЇ, Ліберії, Кот-д'Івуарі, Гані і Того. Вони живуть в тропічних лісах, на болотах, пасовищах і плантаціях.